# 昌福寺 (山梨県富士川町)
昌福寺（しょうふくじ）は、山梨県南巨摩郡富士川町青柳にある日蓮宗の寺院。山号は寿命山。当山12世一道院日法は霊元天皇の病気を加持で治したといわれ経王祈祷所と呼ばれる。現在では虫加持（特に乳幼児の癇の虫封じ）が行われ虫切り寺として知られる。旧本山は身延山久遠寺、鏡師法縁(善学会)。

## 歴史
- 永仁6年（1298年）に昌福阿闍梨十如院日全の開山で創建した。

## 旧末寺
日蓮宗は昭和16年に本末を解体したため、現在では、旧本山、旧末寺と呼びならわしている。
- 法久山妙増寺（山梨県西八代郡市川三郷町下大鳥居）
- 妙法山長栄寺（中央市井之口）

## 参考資料
- 日蓮宗寺院大鑑編集委員会『宗祖第七百遠忌記念出版 日蓮宗寺院大鑑』大本山池上本門寺 (1981年)
- 市川智康『日蓮聖人の歩まれた道』水書房